# Bianca Bree
Bianca Bree, de son vrai nom Bianca Van Varenberg, née le 17 octobre 1990 est une actrice américano-belge, qui a joué principalement dans des films d'action.

## Biographie
Bianca Bree est la fille de l'acteur Jean-Claude Van Damme et de l'ex-culturiste Gladys Portugues (en), et la sœur de Kristopher Van Varenberg (né en 1987), et de Nicholas Van Varenberg (né en 1995).

## Filmographie
- 2008 : Trafic mortel : Kassie Robideaux
- 2011 : Assassination Games : Anna Flint
- 2012 : 6 Bullets : Amalia
- 2013 : Welcome to the Jungle : Ashley (sous le nom de Bianca Bree)
- Date sujette à modification : Frenchy de Jean-Claude Van Damme (tourné en 2008 mais jamais sorti pour le grand public) : Bianca Banks